# Clock FM
Clock FM é uma emissora de rádio brasileira concessionada em Domingos Martins e em Viana, porém sediada em Vila Velha, cidades do estado do Espirito Santo. Opera no dial FM, na frequências 105,7 MHz e 94,1 MHz. A emissora pertence o Grupo Midiacom, que também controla a FM Super e outras emissoras de rádio no estado.

## História
Surgindo inicialmente em 100,5 MHz, a estação foi inaugurada em 9 de outubro de 2000 como primeira frequência da FM Super, projeto que surgiu sob iniciativa do radialista Edson Araújo e dirigido por seu filho, Antônio Carlos Quinteiro Lopes (conhecido como Kazinho). Após receber aumento de potência, passou a operar em 93,1 MHz. Em 7 de abril de 2005, a FM Super é substituída pela Oi FM, mantendo cobertura na Grande Vitória através da 94.5 FM, emissora localizada em Santa Leopoldina.
Em dezembro de 2007, a Oi FM Vitória passa a operar em 105,7 MHz após novo ajuste de potência, ampliando sua transmissão na Grande Vitória. Em 1.º de junho de 2010, a transmissão da Oi FM é encerrada após corte de investimentos da operadora Oi, que atingiu a operação de rede da rádio. Entre 2011 e 2013, a Beleza FM operou na frequência com programação popular. Em abril de 2013, a frequência é arrendada para a Rede Romântica (posteriormente renomeada para Rede do Coração), de propriedade da Igreja Reino dos Céus.
Em 2019, a emissora amplia novamente seu porte técnico e anuncia que encerrará a transmissão da Rede do Coração a partir de 6 de julho, substituindo por uma nova programação ainda em estudos. Em junho, é anunciado que uma nova rádio da Rede Super iria entrar em 105.7, a Clock FM.
Em julho de 2019, entra em expectativa á Clock FM, que inicialmente teve estreia prevista em agosto, mas como a nova sede estava em fase final de montagem, foi adiada a estreia. Em setembro de 2019, foi confirmado que a estreia será no dia 1º de outubro.
Depois de 3 meses de expectativa, as 10h57 de 1º de outubro de 2019, a emissora estreou apresentando as vinhetas da emissora, os locutores e como será o formato da rádio, que além de músicas terá boletim de noticias sobre fatos do cotidiano de 15 em 15 minutos. Logo após, foi executada a primeira música da rádio, Time, da banda Pink Floyd.
Em 23 de maio de 2024, a Clock FM passa a ser sintonizada, em fase de testes, na frequência 94,1 FM, substituindo a programação da FM Super, que continua no ar em 94,5 FM. Já a estreia oficial no novo canal aconteceu no dia 1° de junho de 2024, as 9h41, com transmissão simultânea com a 105,7 FM.